# U-20-Fußball-Weltmeisterschaft der Frauen 2010/Frankreich

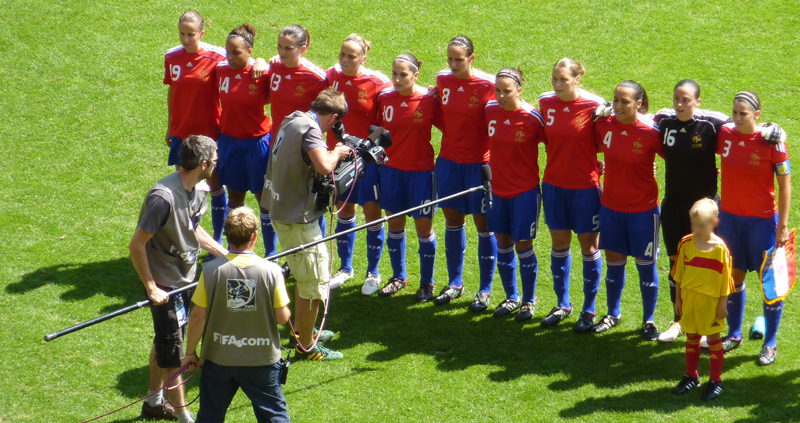
Das französische Team vor dem Gruppenspiel gegen Deutschland in der Augsburger Impuls Arena

Dieser Artikel behandelt die französischen U-20-Fußballnationalmannschaft der Frauen bei der U-20-Fußball-Weltmeisterschaft der Frauen 2010.

## Qualifikation
Frankreich qualifizierte sich als einer der Halbfinalisten der  U-19-Fußball-Europameisterschaft der Frauen 2009 für die Endrunde der Weltmeisterschaft.
| Vorrunde   |   |              |                      |
| Frankreich | - | Deutschland  | 1:2 (1:2)            |
| Frankreich | - | Weißrussland | 3:0 (1:0)            |
| Frankreich | - | Schweiz      | 2:0 (0:0)            |
| Halbfinale |   |              |                      |
| Frankreich | - | Schweden     | 2:5 n. V. (2:2, 1:1) |

## Aufgebot
| Nr.        | Spieler                | Verein                    | Geburtsdatum  | Spiele   | Tore     | Gelbe Karten | Gelb-Rote Karten | Rote Karten |          |          |
| Torhüter   | Torhüter               | Torhüter                  | Torhüter      | Torhüter | Torhüter | Torhüter     | Torhüter         | Torhüter    | Torhüter | Torhüter |
| ---------- | ---------------------- | ------------------------- | ------------- | -------- | -------- | ------------ | ---------------- | ----------- | -------- | -------- |
| 1          | Solène Chauvet         | ESOF La Roche             | 8. Okt. 1991  | 0        | 0        | 0            | 0                | 0           |          |          |
| 16         | Laëtitia Philippe      | HSC Montpellier           | 4. Mai 1991   | 3        | 0        | 0            | 0                | 0           |          |          |
| 21         | Pauline Peyraud-Magnin | Olympique Lyon            | 17. März 1992 | 0        | 0        | 0            | 0                | 0           |          |          |
| Abwehr     |                        |                           |               |          |          |              |                  |             |          |          |
| 2          | Annaïg Butel           | Juvisy FCF                | 15. Feb. 1992 | 3        | 0        | 0            | 0                | 0           |          |          |
| 4          | Kelly Gadéa            | AS Saint-Étienne          | 25. März 1991 | 3        | 0        | 0            | 0                | 0           |          |          |
| 5          | Adeline Rousseau       | ESOF La Roche             | 24. Juli 1991 | 2        | 0        | 0            | 0                | 0           |          |          |
| 8          | Audrey Février         | Stade Saint-Brieuc        | 20. Juli 1990 | 2        | 0        | 0            | 0                | 0           |          |          |
| 12         | Caroline La Villa      | HSC Montpellier           | 12. Feb. 1992 | 2        | 0        | 1            | 0                | 0           |          |          |
| 13         | Alexandra Plantive     | ESOF La Roche             | 12. Feb. 1990 | 2        | 0        | 0            | 0                | 0           |          |          |
| 18         | Marion Torrent         | HSC Montpellier           | 17. Apr. 1992 | 1        | 0        | 0            | 0                | 0           |          |          |
| Mittelfeld |                        |                           |               |          |          |              |                  |             |          |          |
| 3          | Charlotte Bilbault     | FCF Nord Allier Yzeure    | 5. Juni 1990  | 2        | 0        | 0            | 0                | 0           |          |          |
| 6          | Léa Rubio              | Paris Saint-Germain       | 6. Mai 1991   | 2        | 0        | 0            | 0                | 0           |          |          |
| 14         | Inès Jaurena           | Florida State University  | 14. Mai 1991  | 3        | 0        | 0            | 0                | 0           |          |          |
| 15         | Aude Moreau            | AS Montigny-le-Bretonneux | 5. Aug. 1990  | 1        | 0        | 0            | 0                | 0           |          |          |
| 19         | Amélie Barbetta        | AS Saint-Étienne          | 16. März 1991 | 2        | 0        | 1            | 0                | 0           |          |          |
| Angriff    |                        |                           |               |          |          |              |                  |             |          |          |
| 7          | Marina Makanza         | AS Saint-Étienne          | 1. Juli 1991  | 3        | 3        | 0            | 0                | 0           |          |          |
| 9          | Pauline Crammer        | FCF Hénin-Beaumont        | 14. Feb. 1991 | 3        | 1        | 0            | 0                | 0           |          |          |
| 10         | Solène Barbance        | FC Toulouse               | 13. Aug. 1991 | 3        | 0        | 0            | 0                | 0           |          |          |
| 11         | Fanny Tenret           | AF Rodez                  | 11. März 1990 | 2        | 0        | 0            | 0                | 0           |          |          |
| 17         | Rose Lavaud            | RC Flacé-Mâcon            | 6. Apr. 1992  | 1        | 0        | 0            | 0                | 0           |          |          |
| 20         | Camille Catala         | AS Saint-Étienne          | 6. Mai 1991   | 2        | 0        | 0            | 0                | 0           |          |          |

## Vorrunde
In der Vorrunde der Weltmeisterschaft 2010 in Deutschland traf die französische U-20 Fußballnationalmannschaft der Frauen in der Gruppe A auf Kolumbien, Costa Rica und Deutschland.
| Pl. | Land        | Sp. | S | U | N | Tore    | Diff. | Punkte |
| --- | ----------- | --- | - | - | - | ------- | ----- | ------ |
| 1.  | Deutschland | 3   | 3 | 0 | 0 | 011:400 | +7    | 09     |
| 2.  | Kolumbien   | 3   | 1 | 1 | 1 | 005:400 | +1    | 04     |
| 3.  | Frankreich  | 3   | 1 | 1 | 1 | 004:500 | −1    | 04     |
| 4.  | Costa Rica  | 3   | 0 | 0 | 3 | 002:900 | −7    | 0      |

- Dienstag, 13. Juli 2010, 14:30 Uhr in Bochum

 Kolumbien –  Frankreich 1:1 (0:1)
- Freitag, 16. Juli 2010, 15:00 Uhr in Bochum

 Costa Rica –  Frankreich 0:2 (0:0)
- Dienstag, 20. Juli 2010, 11:30 Uhr in Augsburg

 Frankreich –  Deutschland 1:4 (0:2)